# Цюрихски университет
Цюрихският университет (на немски: Universität Zürich) е най-големият университет на Швейцария.
В него понастоящем се обучават повече от 25 000 студенти. Той е сред 3-те най-добри университета на страната, заедно с Федералното висше техническо училище в Цюрих и Женевския университет. Най-големият факултет е философският, в който са 48% от всички студенти.
Основан е на 29 април 1833 г. От 1847 г. нататък право на обучение получават и жените. През 1905 г. броят на студентите за първи път надвишава 1000 души.

## Галерия
- Главна сграда на Цюрихския университет
- Статуя пред главната сграда на Цюрихския университет
- Биологически институт със зоологически музей
- Клиника за очни болести
- Музей по история на медицината
- Централна университетска библиотека
- Ново крило на Централна университетска библиотека
- Етнографски музей в Старата ботаническа градина
- Антропологически музей
- Университетска ботаническа градина

## Рейтинги
- Shanghai Jiao Tong University Ranking поставя Цюрихския университет на 53-то място в света и 12-ро в Европа.
- Според THES – QS World University Rankings през 2009 г. университетът е на 61-во място в света и на 14-о в Европа.[5] (heavy emphasis on peer review)
- През 2011 г. QS World University Rankings го поставя на 106-о място в света[6]
- Според Professional Ranking of World Universities през 2008 г. университетът е на 32-ро място в света и на 10-о в Европа.[7]
- Според University Ranking by Academic Performance (URAP) през 2010 г. университетът е на 52-ро място в света и на 1-во в Швейцария.[8]
- Според Handelsblatt през 2009 г. Департаментът по икономика на Цюрихския университет е на 1-во място германоезичния свят[9]. През същата година Факултетът по бизнесадминистрация е поставен на 3-то място в германоезичния свят.[10]

## Нобелови лауреати, свързани с университета
| Година | Научна област | Лауреат          |
| ------ | ------------- | ---------------- |
| 1901   | Физика        | Вилхелм Рьонтген |
| 1902   | Литература    | Теодор Момзен    |
| 1913   | Химия         | Алфред Вернер    |
| 1914   | Физика        | Макс фон Лауе    |
| 1921   | Физика        | Алберт Айнщайн   |
| 1933   | Физика        | Ервин Шрьодингер |
| 1936   | Химия         | Питър Дебай      |
| 1937   | Химия         | Паул Карер       |
| 1939   | Химия         | Леополд Ружичка  |
| 1949   | Медицина      | Валтер Хес       |
| 1987   | Физика        | Карл Мюлер       |
| 1996   | Медицина      | Ролф Цинкернагел |